# Turizam u Ukrajini
Ukrajina predstavlja najveću europsku državu, smještenu u istočnom dijelu europskog kontinenta. U prosjeku godišnje privuče više od 20 milijuna turista bez posebno velike medijske prezentacije. Najveći broj turista dolazi iz susjednih država, posebno Rusije, Bjelorusije i Poljske. Preko 6.3 milijuna turista godišnje dolazi iz Zapadne Europe, zatim iz Kanade i SAD-a. Ukrajina se 2008. prema službenom popisu svjetske turističke organizacije UNWTO našla među prvih sedam najposjećenijih zemalja u svijetu s ukupno 25.4 milijuna turista. 
Velika posjećenost Ukrajine između ostalog je uzrokovana njezinim značajnim geografskom položajem između središnje i istočne Europe te prirodom određenih povijesnih riječnih i pomorskih pravaca od skandinavskog sjevera prema bizantskom jugu. Strateški položaj Ukrajine odredio je i sam naziv zemlje koji se u literaturama često tumači kao pograničan prostor između srednjovjekovne Europe i središnje Azije te prostor na putu od Vikinga do Grka. Bogata ukrajinska kultura rezultat je tisućljetnog sudaranja kultura istočne i zapadne civilizacije s unikatnim elementima najstarije poganske, ali i kršćanske kulture starih Slavena.
Od 2005. godine državljani Europske unije, SAD-a, Kanade i Švicarske ne trebaju imati vize prilikom posjeta Ukrajine. Vize također nisu potrebne za državljane Ruske Federacije i nekih drugih država iz bivšeg Sovjetskog Saveza. 

## Turističke zanimljivosti
Duhovnost, religija i srednjovjekovna kultura nezaobilazan su segment ukrajinskoga turizma. Još od poganskih vremena Ukrajina je bila dom mnogih religija i naroda. Kijevska Sofija u Kijevu i najstarije pravoslavno središte istočne Europe Kijevo-pečerska lavra možda su najpoznatiji povijesni spomenici vjere i duhovnosti u Ukrajini, ali također postoji mnogi nedovoljno istraženi antički segmenti ukrajinske povijesti. Povijest i arhitektura Ukrajine vrlo su raznoliki i vezani su za prastare kulture poput Tripiljske i Skitske kulture. 
Mnoštvo ukrajinskih muzeja na otvorenom prostoru dočaravaju prošlost Istočnih Slavena, osobito ako se Ukrajina posjeti u vrijeme narodnih običaja. Ukrajinu kroz povijest prate dva specifična naziva Slavenska Italija i Zemlja slavuja. Prvi naziv ju prati radi njezinog iznimnog doprinosa u razvoju unikatne istočnoslavenske kulture, a drugi zbog jako razvijene glazbene tradicije čiji se kulturni elementi pronalaze u Rusiji, Poljskoj i drugim državama. 
U Ukrajini posebnu pažnju privlače ukrajinski Karpati na zapadu zemlje. Postoji veliki broj prirodnih lječilišnih kompleksa koji nude zdravstvene usluge, posebno pročišćavanje dišnih puteva u rudnicima soli u Prikarpatju ili odmarališta u kupkama od mineralizirane zemlje. Kao i među zapadnoeuropskim državama atraktivni su sportovi poput skijanja i planinarenja. Također je popularan ribolov, lov na divljač i pješačenje. Ukrajinski Karpati posebno su zanimljivi, jer krajevi obiluju tradicionalnim ukrajinskim pejzažom, primjerice čuvaju se stari tradicionalni načini izrade vikendica i ugostiteljskih objekata.
Na jugu Ukrajine posebno je zanimljiva crnomorska obala i poluotok Krim. Ti prostori obiluju vinogradima i vinskim podrumima. Kao i prostor zapadne Ukrajine, crnomorska obala ima veći broj spomenika kulture, ruševina antičkih dvoraca, srednjovjekovnih drvenih crkava, katedrala, zatim sinagoga i džamija kada je riječ o Krimu. Ukrajina ukupno ima 16 nacionalnih parkova i 14 značajnijih turističkih atrakcija.

## Ukrajinska kuhinja
Klasična etnička kuhinja Ukrajinaca sastoji se od jela poznatih u njihovom jeziku kao kovbasa, vareniki, holubći, kapusta i nešto poznatiji boršč. Za vrijeme Uskrsa u uskrsnu košaricu stavljaju se bojana jaja u Ukrajini poznatija kao pisanki.
Ukrajinci su u pretežito ravničarskom stepskom prostoru otvorenih poljana, od davnih vremena zaokupljeni agrikulturom i odani su svojoj zemlji crnici i njenim izdašnim plodovima. Ukrajina, koju često zovu i smatraju žitnicom Europe, kruh smatra svetom hranom, jer je ukrajinsko žito stoljećima prehranjivalo ukrajinski narod i u najtežim trenucima kada su mnogi zapadni europljani gladovali. Vrlo stara tradicija nuđenja kruha i soli gostu datira unazad mnogo stoljeća. Gostima se kod Ukrajinaca nudi okrugli kruh (hljib) i sol (sil) na vezenom ručniku (ruščnik) uz tradicionalni domaćinov pozdrav Vitajemo! (Dobrodošli!).
Ovdje se ujedno vidi kulturni utjecaj starih Grka, koji su još prije 2000. godina nudili gostima kruh i sol. Razlog tomu je vrlo očit s obzirom na to da je prije oko 2500. godina, stara Ukrajina, tada Skitija, bila žitnica stare Grčke. Grčko tlo bilo je pogodno za vino i maslinu, ali ne i za žito. U ta stara vremena grčke kolonije Tiras, i recimo Panticapaeum (današnji Kerč) i Olbia su bile naseljene duž crnomorske obale Ukrajine. Ova tradicija simbolizira duboku vezu Ukrajine s korijenima napredne grčke kulture. Kruh i pšenica oduvijek su važan element u ukrajinskom životu, u kulturi i folkloru. Razni nacionalni kruhovi igraju značajnu ulogu u običajima i tradiciji ukrajinske kulture. Božićni, uskrsni, svadbeni i funeralni kruhovi zauzimaju središnje mjesto.

## Nacionalni parkovi Ukrajine
Sedam najposjećenijih nacionalnih parkova Ukrajine;
- NP Askanija Nova[4]
- NP Granitne stepe Buha[5]
- NP Dnjisterski kanjon[6]
- NP Krimske spilje[7]
- NP Podiljski Tovtri[8]
- NP Jezero Svitjaz[9]
- NP Jezero Sinevir[10]

## Sedam čuda Ukrajine
Sedam najposjećenijih znamenitosti iz ukrajinske povijesti;
- Sofijin park kulture[11]
- Svetište Kijevo-pečerska lavra[12]
- Utvrda Kamjanec-Podiljskij[13]
- Park Horticja[14]
- Utvrda Hersones[15]
- Katedrala Sv. Sofije[16]
- Utvrda Hotin[17]

## Godišni broj turista u Ukrajini
Podaci iz službenog zavoda za statistiku u Ukrajini;
- 2000.: 6.4 milijuna
- 2001.: 9.1 milijuna
- 2002.: 10.5 milijuna
- 2003.: 12.5 milijuna
- 2004.: 15.4 milijuna
- 2005.: 17.6 milijuna
- 2006.: 18.9 milijuna
- 2007.: 23.1 milijuna
- 2008.: 25.4 milijuna

## Vanjske poveznice
- Ukrajinski turistički magazin WUMAG (eng.)
- Turističke zanimljivosti u Ukrajini (eng.)  Arhivirana inačica izvorne stranice od 30. travnja 2010. (Wayback Machine)
- Ukrajinski navigacijski portal (eng.)  Arhivirana inačica izvorne stranice od 25. travnja 2010. (Wayback Machine)